# Гернштадт, Рудольф
Рудо́льф Ге́рнштадт (нем. Rudolf Herrnstadt; 18 марта 1903, Глайвиц — 28 августа 1966, Галле) — немецкий журналист и политик-коммунист.
Гернштадт учился на юриста, но под давлением отца оставил учёбу и два года проработал на бумажной фабрике. Увлёкся коммунистическими идеями в юности и, чтобы ускорить победу коммунизма, работал на советскую военную разведку (ГРУ). В 1939 году эмигрировал в СССР, с 1944 года работал в Национальном комитете «Свободная Германия». По окончании войны вернулся в Берлин, работал главным редактором газеты Berliner Zeitung, принимал активное участие в создании издательства Berliner Verlag и центрального органа КПГ Neues Deutschland. В 1950—1953 годах входил в состав ЦК СЕПГ. В начале 1950-х годов выступал за демократизацию внутри СЕПГ, во властной борьбе проиграл Вальтеру Ульбрихту. В 1953 году вместе с другими оппонентами Ульбрихта был исключён из состава Политбюро и ЦК СЕПГ и уволен с должности главного редактора Neues Deutschland за «антипартийную фракционную деятельность». В 1954 году был исключён из рядов СЕПГ.

## Биография
Рудольф Гернштадт родился в семье еврейского происхождения. Его мать Мария-Клара была родом из купеческой семьи, разбогатевшей после 1870 года. Отец Людвиг Гернштадт работал адвокатом и нотариусом в Глайвице, несмотря на то, что его клиентами были крупные предприятия, с 1894 года состоял в Социал-демократической партии Германии и избирался депутатом городского собрания Глайвица. В своей автобиографии, составленной в 1930-х годах для советской военной разведки, Гернштадт указал, что ежемесячный доход его отца составлял приблизительно 1200 марок, в то время как промышленный рабочий в Верхней Силезии зарабатывал 80-150 марок в месяц. Поэтому Гернштадт определил своего отца в представители еврейского сектора высшей буржуазии.
В 1912—1921 годах Гернштадт учился в католической гимназии в Глайвице и в 1921 году поступил на юридический факультет Берлинского университета, затем с марта 1922 года перевёлся в Гейдельбергский университет. В октябре 1922 года Гернштадт сообщил своим родителям о желании бросить учёбу и стать писателем. Отец заставил Рудольфа пойти на работу на целлюлозную фабрику в Верхней Силезии, где Гернштадт проработал до осени 1924 года бухгалтером по заработной плате, кассиром, управляющим складом и секретарём дирекции. Вопреки воле родителей в ноябре 1924 года Гернштадт уехал в Берлин, где зарабатывал на жизнь лектором в издательстве Drei-Masken-Verlag и безуспешно пытался заниматься литературной деятельностью. С мая 1928 года Гернштадт был принят на работу в Berliner Tageblatt, сначала помощником редактора без зарплаты, с осени 1928 года перешёл на должность технического редактора. Входил в круг журналистов, которым оказывал покровительство Теодор Вольф. Позднее Гернштадт работал иностранным корреспондентом в Праге, Варшаве и Москве.
В автобиографии для ГРУ Гернштадт указал, что стал коммунистом в 1920-е годы. Решающий импульс для вступления в КПГ дали события 1929 года, когда на требования рабочих об улучшении условий труда промышленники ответили увольнениями. В партии на его заявление о приёме отреагировали осторожно. С 1 июля 1931 года Гернштадт состоял в КПГ на нелегальном положении под именем Фридрих Брокман.
Во время работы журналистов в Праге при посредничестве чехословацкого коммуниста Людвига Фрейнда Гернштадт познакомился с советским военным разведчиком Александром Каталовым (Альбертом), который осенью 1930 года привлек его к работе на советскую разведку. Оперативными псевдонимами Гернштадта были «Арбин» и «Арвид». Он передавал справки и доклады об экономическом положении и внешней политике Германии. В 1931 года он привлек к сотрудничеству с советской военной разведкой свою подругу Ильзу Штёбе.
Гернштадт оставался в Варшаве в качестве корреспондента пражских газет до августа 1939 года и продолжал работать на советскую разведку. Он создал разведывательную сеть, известную как организация «Арвида», в которую входили Ильза Штебе (Альта), работавшая журналистом в Чехословакии и Польше, журналист Хельмут Киндлер, секретарь немецкой дипломатической миссии в Польше Герхард Кегель (ХВС), его жена Шарлотта, журналист Курт Велькиш (АВС); его жена Маргарита Велькиш (ЛЦЛ) и советник германского посольства в Варшаве Рудольф фон Шелиа (Ариец). 
После нападения Германии на Польшу эмигрировал в СССР. Во время Великой Отечественной войны находился на руководящей должности в политическом руководстве РККА. После разгрома «Красной капеллы» оказался разоблачённым гестапо и другими секретными службами. С лета 1943 года был приставлен к немецким политэмигрантам, проживавшим в гостинице «Люкс» в Москве и работал главным редактором газеты Neue Zeit при Национальном комитете «Свободная Германия». Весной 1945 года планировался его вылет в Германию в качестве одиннадцатого члена первой группы Ульбрихта, но был исключён из списка из-за своего еврейского происхождения, поскольку в СССР опасались антисемитских реакций со стороны немецкого населения.

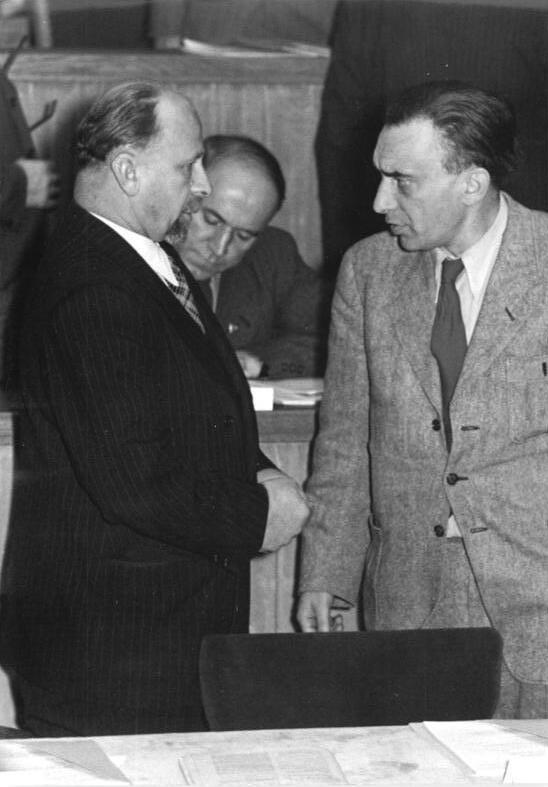
Вальтер Ульбрихт и Рудольф Гернштадт (справа). 1951

В 1945—1949 годах Гернштадт работал главным редактором Berliner Zeitung, активно участвовал в создании Berliner Verlag и Neues Deutschland. В 1950—1953 годах состоял в ЦК СЕПГ и являлся кандидатом в члены Политбюро. На должности главного редактора Neues Deutschland чётко следовал курсу, заданному Москвой. Даже тогда, когда этот курс принял антисемитские черты в связи с делом врачей, 14 января 1953 года Neues Deutschland опубликовала статью с яростными нападками на так называемых «деморализированных буржуазных евреев-националистов».
После смерти И. В. Сталина в ГДР по указанию Советского Союза со 2 июня 1953 года был взят новый политический курс: планировалось отказаться или замедлить форсировавшееся с 1952 года строительство социализма в ГДР. Гернштадт отнёсся к новому курсу поначалу скептически. Когда Гернштадт незадолго до событий 17 июня 1953 года попытался пожаловаться на темп в изменении политического курса новому верховному комиссару В. С. Семёнову, тот парировал тем, что через 14 дней у них уже может и не быть государства. В Политбюро Гернштадт вместе с министром государственной безопасности Вильгельмом Цайссером позиционировал себя противником Ульбрихта. Их поддерживал Л. П. Берия, который после смерти Сталина оказался на вершине власти в СССР. 14 июня 1953 года Гернштадт опубликовал в Neues Deutschland статью под названием «Пора отложить в сторону столярный молоток», намекая на первоначальную профессию Ульбрихта. Он подверг критике диктаторские методы, которыми было решено ввести 30 июня 1953 года повышение норм труда на предприятиях жилищного строительства. В статье не выдвигалось требований об отмене повышения норм труда, но само её появление свидетельствовало о том, что правильность политики председателя ЦК СЕПГ Вальтера Ульбрихта подвергается сомнению на самых верхах СЕПГ.
Гернштадт вошёл в состав комиссии Политбюро по разработке предложений по организационным изменениям, на заседаниях которой Цайссер и Гернштадт открыто критиковали бюрократический и диктаторский стиль руководства Ульбрихта и Германа Матерна, председателя Центральной комиссии партийного контроля, отвечавшего за внутрипартийную дисциплину. Гернштадт был также приглашён в редакционный комитет Политбюро, который к следующему заседанию ЦК готовил формулировку нового курса партии. Посол СССР И. И. Ильичёв уговаривал Гернштадта и Цайссера заставить Ульбрихта уйти в отставку.
16 июня 1953 года ЦК одобрил формулировку нового курса партии, выработанную при участии Гернштадта и предусматривавшую создание государства, обеспечивавшего благосостояние граждан, социальную справедливость, обеспечение прав и атмосферу свободы. В ней не упоминалась руководящая роль СЕПГ, но и новые повышенные нормы труда не отменялись, поэтому волнений 17 июня 1953 года уже было не остановить.
После кровавого подавления волнений силами советской армии Гернштадт и Цайссер продолжили работать над устранением Ульбрихта от власти. 26 июня организационная комиссия разработала новую концепцию руководства партией: место всемогущего генерального секретаря занимал коллективный орган. В ответ на заявление Гернштадта Ульбрихт выразил готовность отойти от руководства партией. В ночь с 7 на 8 июля 1953 года Гернштадт докладывал в Политбюро о предложениях комиссии. С ним согласились Цайссер, Фридрих Эберт, Генрих Рау и Элли Шмидт. За Ульбрихта выступили только Герман Матерн и Эрих Хонеккер. Ульбрихт обвинил Гернштадта во фракционной деятельности и «социал-демократизме», что в «партии нового типа», каковой себя провозгласила СЕПГ в 1948—1949 годах, считалось серьёзным нарушением партийной дисциплины. Ульбрихт вновь заявил о готовности уйти в отставку, однако формальное решение о его смещении с должности Политбюро не приняло.
На следующий день Ульбрихт выехал в Москву. 26 июня Берия был отстранён от власти и арестован. Секретарь ЦК КПСС Н. С. Хрущёв и председатель правительства Г. М. Маленков поддержали Ульбрихта. Заручившись такой поддержкой, Ульбрихт выступил 24 июля 1953 года на пленуме ЦК СЕПГ с заявлением, не согласованным с Политбюро. Причиной «фашистского путча», как официально именовались в ГДР события 17 июня 1953 года, Ульбрихт назвал новый курс партии и атаковал Гернштадта, обвинив его в прямой поддержке забастовщиков. Он провёл прямую связь между «фракцией Гернштадта-Цайссера» и сверженным Берией, чья «капитулянтская позиция» якобы могла привести к реставрации капитализма. Другие члены Политбюро не осмелились протестовать, остальные члены ЦК посчитали заявление согласованным.
После пленума в отношении Гернштадта и Цайссера началась публицистическая кампания, которой руководил сотрудник Ульбрихта Карл Ширдеван. Гернштадта и Цайссера публично клеймили как троцкистов и врагов немецкого народа и партии рабочего класса. 26 июля 1953 года Гернштадт и другие члены оппозиции Ульбрихту лишились своих мест в Политбюро и ЦК, в том же году Гернштадт был смещён с должности главного редактора Neues Deutschland. Гернштадт согласился со всеми обвинениями, выдвинутыми в отношении него, и покаялся, выступив перед Центральной комиссией партийного контроля с самокритикой. 23 января 1954 года Гернштадт был исключён из партии. Впоследствии работал научным сотрудником второго исторического отдела Немецкого центрального архива в Мерзебурге. Рудольф Гернштадт похоронен на кладбище Святой Гертруды в Галле.
Ирина Либманн (род. 1943), дочь Рудольфа Гернштадта и его жены-сибирячки Валентины, написала об отце книгу «Хорошо бы? Хорошо бы! Мой отец Рудольф Гернштадт» (нем. Wäre es schön? Es wäre schön! Mein Vater Rudolf Herrnstadt).

## Сочинения
- Freies Deutschland, Organ des Nationalkomitees «Freies Deutschland». Chefredaktion, 3 Jahrgänge, mindestens 50 Ausgaben, Moskau 1943—1945.
- Rudolf Herrnstadt: Der Weg in die Deutsche Demokratische Republik. Dietz, Berlin 1950, 27 Seiten.
- Rudolf Herrnstadt: Kollege Zschau und Kollege Brumme. Dietz, Berlin 1951, 36 Seiten. (SED-Agitationsbroschüre gegen Arbeiterrenitenz)
- Rudolf Herrnstadt: Die Entwicklung Berlins im Lichte der großen Perspektive — Aufbau des Sozialismus. Diskussionsbeitrag auf der 2. Parteikonferenz der SED, Berlin, 9.-12. Juli 1952. Dietz, Berlin 1952, 15 S.
- Rudolf Herrnstadt: Die erste Verschwörung gegen das Internationale Proletariat. Zur Geschichte des Kölner Kommunistenprozesses 1852. Rütten & Loening, Berlin 1958.
- Rudolf Herrnstadt: Die Entdeckung der Klassen. Die Geschichte des Begriffs Klasse von den Anfängen bis zum Vorabend der Pariser Julirevolution 1830. Verlag der Wissenschaften, Berlin 1965, 391 Seiten.
- Außerdem noch mindestens zwei Werke unter Pseudonym aus der Zeit seiner Abschiebung nach Merseburg, darunter als R.E. Hardt:
  - R.E. Hardt: Die Beine der Hohenzollern. Rütten & Loening, Berlin 1960.